# 神戸市立北五葉小学校
神戸市立北五葉小学校（こうべしりつ きたごようしょうがっこう）は、兵庫県神戸市北区北五葉3丁目に所在する公立小学校。

## 沿革
- 1970年4月1日 - 神戸市立小部小学校より分離開校。

## 通学区域
- 神戸市北区[1]
  - 北五葉1 - 5丁目・6丁目（1 - 7番・8番1 - 17・36・37号、9 - 14番）・7丁目、鈴蘭台西町5丁目（16・20 - 24番）、山田町小部（北五葉地区）、泉台7丁目（2番26・37 - 46号）

※卒業後は基本的に神戸市立鈴蘭台中学校に進学する。

## 交通
- 阪急バス「北五葉2丁目」より徒歩

## 周辺
- 神戸電鉄粟生線 西鈴蘭台駅
- 神戸市立鈴蘭台中学校
- 五葉幼稚園

## 通学区域が隣接している学校
- 神戸市立鈴蘭台小学校
- 神戸市立南五葉小学校
- 神戸市立星和台小学校
- 神戸市立藍那小学校
- 神戸市立泉台小学校
- 神戸市立小部小学校